# 15950 Dallago
15950 Dallago (1998 BA2) là một tiểu hành tinh vành đai chính.